# Giggi Spaducci
Giggi Spaducci (Roma, 25 dicembre 1889 – Roma, 4 settembre 1976) è stato un commediografo e poeta italiano di dialetto romanesco.

## Biografia
Nacque da Nicola ed Erminia Latini a Trastevere in Via Garibaldi 14, dove passò i primi anni della sua fanciullezza per poi trasferirsi ai Monti e negli ultimi anni al Tuscolano.
Frequentò la scuola elementare "Regina Margherita" in Via Santa Maria dell'Orto, ma non poté proseguire gli studi per le condizioni economiche della famiglia. Di quel periodo ha lasciato una cronaca in vernacolo (Ricordi de scòla, apparsi nel 1963 su Cronache d'altri tempi).
Suo padre dipingeva insegne, e Giggi lo aiutò sino a quando, cambiati il gusto e lo stile, fu costretto a cambiare mestiere e nel 1940 si improvvisò libraio d'occasione.

## Opere
La sua attività di scrittore e poeta romanesco fu intensa: nel febbraio 1905 apparve la sua prima poesia sul periodico dialettale La Trasteverina e continuò poi a pubblicare versi e prose in tutti i periodici dialettali nonché su Il Messaggero. Fu direttore e fondatore del periodico dialettale Er Marchese der Grillo, edito nel 1950.
Le sue poesie sono raccolte nei volumi: Du' bòtte a la romana, Tip. Morara 1918, che ripubblicò nel 1952 in edizione riveduta e ampliata, e Doppo li fochi edito nel 1920. Quest'ultimo, che avrebbe dovuto pubblicare nel 1917, col titolo Cor permesso de la censura, contiene poesie proibite dalla censura nel periodo della prima guerra mondiale.
Sul Meo Patacca del 6 agosto 1950, pubblicava una breve storia del teatro romano, prezioso contributo per la conoscenza di quel teatro dialettale romano al quale egli dedicò gran parte della sua attività con tanto entusiasmo.
Giggi Spaducci ha lasciato una trentina di commedie dialettali e musicali che furono rappresentate dalle compagnie dialettali del tempo e, per ultima, riprese dalla Compagnia di Checco Durante. 
- L'Urtima luce e Lassatece passà semo Romani! (Civicusse Romano summe!), rappresentata al Metastasio nel 1923 dalla Compagnia Bocci-Garbini
- Borghesia nova, allo Jovinelli nel 1925 dalla Compagnia Bocci-Garbini. Rielaborata poi come Mia Figlia Baronessa
- Li scherzi del core; Quelli che mettono paura (poi: Er più de Lungotevere); Non è proprio così ma dovrebb'esse; Un caso delicato; Servizzio a domicilio; Altro è parlar di morte; Un divorzio in programma; Un tenore de forza; Quello che apre la strada
- Fra du' fochi; L'osteria de l'innamorati; Una festa in famiglia; Ditta Ricciardi e figlio; Cicerone

Le commedie musicali, rappresentate dalla Compagnia Nando Bruno e Ciro Berardi:
- C'era ‘na vorta ‘na perzona onesta; Ma sarà matto lei!; Trucibaldo IV, ovvero li briganti della Fajola; Si nun c'era er compare; Ma che me dai li nummeri?; Il signore è servito; Amore 900; Così è se vogliamo; Vi amo e sarete mio; Commedianti; Ce penso io

| Controllo di autorità | BAV 495/328436 |